# Передайз-Веллі (Альберта)
Передайз-Веллі (англ. Paradise Valley) — село в Канаді, у провінції Альберта, у складі муніципального району Верміліон-Рівер.

## Населення
За даними перепису 2016 року, село нараховувало 179 осіб, показавши зростання на 2,9%, порівняно з 2011-м роком. Середня густина населення становила 285 осіб/км².
З офіційних мов обидвома одночасно володіли 5 жителів, тільки англійською — 175. Усього 5 осіб вважали рідною мовою не одну з офіційних.
Працездатне населення становило 85 осіб (58,6% усього населення), усі були зайняті. 94,1% осіб були найманими працівниками, а 11,8% — самозайнятими.
Середній дохід на особу становив $12 013 (медіана $12 002), при цьому для чоловіків — $12 013, а для жінок $12 013 (медіани — $12 002 та $12 002 відповідно).
30% мешканців мали закінчену шкільну освіту, не мали закінченої шкільної освіти — 26,7%, 40% мали післяшкільну освіту, з яких 33,3% мали диплом бакалавра, або вищий.
| Статево-вікова структура населення | Статево-вікова структура населення | Статево-вікова структура населення | Статево-вікова структура населення | Статево-вікова структура населення |
| ---------------------------------- | ---------------------------------- | ---------------------------------- | ---------------------------------- | ---------------------------------- |
|                                    |                                    |                                    |                                    |                                    |
| Всього                             | Всього                             | 54,3%45,7%                         |                                    |                                    |
| 0 — 14 років                       | 0 — 14 років                       |                                    | 25%                                | 25%                                |
| 15 — 64 років                      | 15 — 64 років                      |                                    | 58,3%                              | 58,3%                              |
| 65 і більше                        | 65 і більше                        |                                    | 16,7%                              | 16,7%                              |
| Середній вік (років)               | Середній вік (років)               | 34,538,3                           | 36,2                               | 36,2                               |
| Медіана (років)                    | Медіана (років)                    | 32,837,5                           | 34,3                               | 34,3                               |
| — чоловіки — жінки                 |                                    |                                    |                                    |                                    |

| Походження мешканців:     | Походження мешканців:     | Походження мешканців: | Походження мешканців: | Походження мешканців: |
| ------------------------- | ------------------------- | --------------------- | --------------------- | --------------------- |
| Походження                |                           |                       | осіб                  | %                     |
| Корінні американці        | Корінні американці        |                       | 40                    | 20.51%                |
| Інше північноамериканське | Інше північноамериканське |                       | 85                    | 43.59%                |
| Європейське               | Європейське               |                       | 170                   | 87.18%                |
| британське                | британське                |                       | 125                   | 64.1%                 |
| французьке                | французьке                |                       | 45                    | 23.08%                |
| українське                | українське                |                       | 10                    | 5.13%                 |
| Азійське                  | Азійське                  |                       | 10                    | 5.13%                 |

| Зайнятість населення за галузями (за класифікацією NOC): | Зайнятість населення за галузями (за класифікацією NOC): | Зайнятість населення за галузями (за класифікацією NOC): | Зайнятість населення за галузями (за класифікацією NOC): | Зайнятість населення за галузями (за класифікацією NOC): |
| -------------------------------------------------------- | -------------------------------------------------------- | -------------------------------------------------------- | -------------------------------------------------------- | -------------------------------------------------------- |
|                                                          |                                                          |                                                          |                                                          |                                                          |
| Управління                                               | Управління                                               |                                                          | 16,7%                                                    | 16,7%                                                    |
| Природничі та прикладні науки                            | Природничі та прикладні науки                            |                                                          | 11,1%                                                    | 11,1%                                                    |
| Освіта, правозахист, муніципальні та урядові служби      | Освіта, правозахист, муніципальні та урядові служби      |                                                          | 16,7%                                                    | 16,7%                                                    |
| Роздрібна торгівля та послуги                            | Роздрібна торгівля та послуги                            |                                                          | 16,7%                                                    | 16,7%                                                    |
| Виробництво                                              | Виробництво                                              |                                                          | 16,7%                                                    | 16,7%                                                    |

## Клімат
Середня річна температура становить 1,9°C, середня максимальна – 21,6°C, а середня мінімальна – -22,6°C. Середня річна кількість опадів – 395 мм.
| Клімат поселення                              | Клімат поселення | Клімат поселення | Клімат поселення | Клімат поселення | Клімат поселення | Клімат поселення | Клімат поселення | Клімат поселення | Клімат поселення | Клімат поселення | Клімат поселення | Клімат поселення | Клімат поселення |
| Показник                                      | Січ.             | Лют.             | Бер.             | Квіт.            | Трав.            | Черв.            | Лип.             | Серп.            | Вер.             | Жовт.            | Лист.            | Груд.            |                  |
| Середній максимум, °C                         | −9,3             | −5,76            | 0,24             | 10,35            | 17,27            | 21,62            | 21,35            | 20,64            | 15,09            | 8,97             | −1,42            | −9,2             |                  |
| Середня температура, °C                       | −15,93           | −12,42           | −6,41            | 3,69             | 10,60            | 14,97            | 16,88            | 16,18            | 10,62            | 4,49             | −5,89            | −13,66           |                  |
| Середній мінімум, °C                          | −22,6            | −19,07           | −13,08           | −2,96            | 3,97             | 8,30             | 12,42            | 11,72            | 6,16             | 0,02             | −10,36           | −18,11           |                  |
| Норма опадів, мм                              | 17               | 11               | 17               | 27               | 39               | 67               | 75               | 54               | 36               | 16               | 18               | 18               |                  |
| Середньомісячна швидкість вітру, м/с          | 4.24             | 4.20             | 4.21             | 4.50             | 4.30             | 4.00             | 3.60             | 3.50             | 3.89             | 4.20             | 4.30             | 4.20             |                  |
| Середньомісячна сонячна радіація, кДж/м²·день | 3784             | 7377             | 12508            | 17531            | 21023            | 22374            | 22580            | 18838            | 12810            | 7792             | 3972             | 2715             |                  |
| --------------------------------------------- | ---------------- | ---------------- | ---------------- | ---------------- | ---------------- | ---------------- | ---------------- | ---------------- | ---------------- | ---------------- | ---------------- | ---------------- | ---------------- |
| Джерело:                                      |                  |                  |                  |                  |                  |                  |                  |                  |                  |                  |                  |                  |                  |